# Finallig jezik
Finallig jezik (ISO 639-3: bkb; povučen iz upotrebe), nekad samostalni jezik s otoka Luzona u Filipinima koji pripada sjevernoluzonskoj skupini austronezijskih jezika. Danas se dijeli na dva jezika, istočnobontočki [ebk] i južnobontočki [obk]. 
Zajedno s centralnobontočkim [bnc] čini bontočku (bontok) podskupinu, dio šire skupine bontok-kankanay. Od njegovih dijalekata navode se lias, barlig i kadaklan. Ukupno 540 000 govornika (2007 SIL).

## Vanjske poveznice
- Ethnologue (14th)
- Ethnologue (15th)